# Alfred Berchtold
Pour les articles homonymes, voir Berchtold.
Alfred Berchtold, né le 17 juin 1925 à Zurich (milieu protestant originaire de Uster), fils de Jacques, directeur commercial chez Landis & Gyr, et d'Emmy Bindschedler ; décédé le 26 octobre 2019 à Chêne-Bougeries, est un historien et écrivain suisse.

## Biographie
Il passe sa jeunesse à Paris (Montmartre) jusqu’en 1940 où il suit le lycée Condorcet. En 1938-1939 en classe de 4e, il partage le prix d’excellence avec Jean-Claude Herz.
Ramené en Suisse par la Guerre, il rentre à Zurich en 1940 et suit les classes du gymnase où il obtient une maturité classique.
En 1944, il vient à Genève, attiré par l’enseignement de Marcel Raymond, suit des études de lettres et d'histoire à l’Université de Genève et obtient sa licence en 1947. Il travaille durant treize ans à l'élaboration d’une thèse de doctorat sur la genèse de la littérature suisse romande francophone, sous la direction du professeur Marcel Raymond, et la soutient en 1963. 
En 1963, la publication de La Suisse romande au cap du XXe siècle est remarquée. Enseignant à l’École supérieure de jeunes filles, à l’École de Bibliothécaire, à l’Institut Rousseau et au Collège Voltaire, Alfred Berchtold sera chargé d'un cours d'histoire intellectuelle de la Suisse à l'Université de Genève de 1967 à 1985. Il publie de nombreux articles et études sur la vie littéraire, artistique, religieuse et scientifique des diverses parties de la Suisse ainsi que sur les relations culturelles de la Suisse et de l'étranger. Son ouvrage Bâle et l'Europe (1990) est couronné par de nombreux prix. Pionnier de l'histoire culturelle en Suisse romande, Alfred Berchtold intègre dans sa démarche d'historien d'autres sciences humaines. Il cherche à montrer comment s'est forgée une identité - romande ou bâloise - dans sa dimension régionale et européenne.
Marié à Nicole Favre (fille d'Henry, recteur de l'École polytechnique fédérale de Zurich), Alfred Berchtold est le père de trois enfants, Anne-Marie, Jacques Berchtold et Henri.

## Prix et Distinctions
- Prix Oertli (Fondation Oertli) 1990. Pour son engagement à faire connaître les efforts culturels déployés dans les différentes régions linguistiques helvétiques.
- Prix européen SICPA (Fondation Jean Monnet) 1991
- Prix Brandenberger 1992 (Dr. Jacques Edwin Brandenberger Stiftung). In Anerkennung seines Einsatzes für die schweizerische Kultur in allen ihren Ausdrucksformen (laudatio de Renate Böschenstein)
- Prix quadriennal de littérature de la Ville de Genève 1992 (laudatio de Nicolas Bouvier)
- Mérite chênois (Chêne-Bougeries – Chêne-Bourg – Chêne-Thônex) 1998
- Prix Pittard de l'Andelyn de littérature 2004 (pour Guillaume Tell, résistant et citoyen du monde)
- Prix de la Société littéraire de Genève
- Doctorat honoris causa de la Faculté de théologie de l’Université de Lausanne.

## Œuvres
- 1962 : Jean-Jacques Rousseau, Genève, Imprimeries Populaires
- 1963 : La Suisse romande au cap du XXe siècle, Éditions Payot
- 1965 : Emile Jaques-Dalcroze : L'homme, le compositeur, le créateur de la rythmique [avec auteurs multiples], Éditions de La Baconnière
- 1973 : Quel Tell? : Dossier iconographique de Lilly Stunzi, textes de Alfred Berchtold, Manfred Hoppe, Ricco Labhardt, Jean Rodolphe de Salis, Leo Schelbert, Éditions Payot
- 1975 : Vie intellectuelle et littéraire / [Alfred Berchtold]. Les beaux-arts / [André Kuenzi]. La musique / [Kurt von Fischer], Lausanne, Office suisse d'expansion commerciale
- 1977 : Alfred Berchtold et Pierre-Francis Schneeberger, Moutier, Éd. de la Prévôté
- 1980 : La Suisse romande au cap du XXe siècle, Éditions Payot, édition revue et corrigée
- 1982 : Karl Landolt. Maler und Holzschneider, Matthias Wohlgemuth, Alfred Berchtold, Karl Landolt, Feldmeilen Vontobel
- 1991 : Bâle et l'Europe : une histoire culturelle, Éditions Payot
- 1991 : Sismondi genevois et européen, Une conscience politique, avec Leïla El-Wakil
- 1996 : Alfred Berchtold, historien et écrivain, interview par Daniel Jeannet, Plans fixes (enregistrement vidéo)
- 1997 : Alfred Berchtold : la passion de transmettre : entretiens avec Jean-Louis Kuffer, La Bibliothèque des arts
- 1997 : Cinq portraits : Euler, Bräker, Pestalozzi, Dufour, Sismondi et le groupe de Coppet, Éditions L'Âge d'homme
- 1997 : Rencontrer Pestalozzi, Stapferhaus
- 1999 : Jacob Burckhardt, Éditions L'Âge d'homme
- 2000 : Emile Jaques-Dalcroze et son temps, Éditions L'Âge d'homme
- 2003 : Trajectoire de Claude Richoz, 1929-2001 : vocation journaliste, Georg
- 2004 : Guillaume Tell, résistant et citoyen du monde, Éditions Zoé